# Вольная борьба на летних Олимпийских играх 2016 — до 125 кг (мужчины)
Соревнования по вольной борьбе в весовой категории до 125 килограммов на летних Олимпийских играх 2016 года прошли 20 августа 2016 года на Арене Кариока 2 с 10:00 до 13:00 и с 16:00 до 19:00. 
В этом весе приняли участие 20 спортсменов.

## Превью
Федерация Объединённый мир борьбы называет следующих спортсменов претендентами на призовые места :
Со-фавориты
- Двукратный (действующий) чемпион мира, трёхкратный чемпион Европы Таха Акгюль (№4 мирового рейтинга);
- Действующий чемпион Европы Гено Петриашвили (№1), победивший в финале чемпионата Европы Акгюля.

Претенденты
- Билял Махов (№2), бронзовый призёр Олимпийских игр 2012 года, бронзовый призёр чемпионата мира 2015 года;
- Комейл Гасеми (№6), бронзовый призёр Олимпийских игр 2012 года, серебряный призёр чемпионата мира 2014 года

Тёмные лошадки
- Ален Засеев (№>20), бронзовый призёр чемпионата Европы 2016 года.
- Тервел Длагнев (№914, двукратный бронзовый призёр чемпионатов мира.

## Турнир

### Призёры
| Золото             | Серебро            | Бронза                  |
| Таха Акгюль Турция | Комейл Гасеми Иран | Ибрагим Саидов Беларусь |
| Таха Акгюль Турция | Комейл Гасеми Иран | Гено Петриашвили Грузия |